# Парфеній I Константинопольський
Парфеній I, так званий Старець, — Патріарх Константинопольський у 1639-1644 роках.
Походив з Яніни. У 1609 році він був обраний митрополитом Анхіала і залишався на цій посаді до 1623 року, коли став митрополитом Адріанополя. Потім, у 1639 році, він був обраний Вселенським Патріархом, залишивши своїм наступником в Адріанопольській єпархії свого духовного чада, пізніше також Патріарха, Парфенія.
Він був вченим і поміркованим прелатом. Однак він втягнувся в суперечки між монахами Синая та Патріархом Александрійським Никифором, оскільки вони наполягали на служінні в Синайському Подвір'ї Каїра без дозволу Патріарха Александрійського. За відсутності Никифора в Молдавській Волощині вони попросили та отримали дозвіл Парфенія, який пізніше був змушений відкликати через протест Никифора та за посередництва правителя Молдавської Волощини Василя Лупу.
На момент його обрання Патріархія мала фінансові труднощі та великі борги перед лихварями. У 1641 році Василь Лупу сплатив усі борги, а в якості зустрічного подарунка Парфеній таємно надіслав йому шкіру Параскеви Сербської. Того ж року він скликав Собор у Константинополі, на якому, здається, було введено термін «переісточення», за що духовенство звинуватило його в племінності та модернізмі. У 1642 році його судив османський суд за його циркуляр до Ептаніссіосів щодо їхнього наполягання на вірі предків.
Парфеній намагався примирити між двома тодішніми конфліктуючими фракціями: філенотиками, яких підтримували Папа та єзуїти, та антиєнохіанцями, які були послідовниками Кирила Лукаріса. У 1642 р. він скликав Ясський собор (15 вересня — 27 жовтня), який затвердив грецький переклад так званого «Православного віросповідання» київського митрополита Петра Могили, який був складений для захисту русинів від кальвіністських та римо-католицьких вчень, які Синод визнав несумісними з православ'ям.
Парфеній не переслідував фракцію антитенотистів/філолукарійців, яка підтримала його на обранні. Однак його політика залишала простір для посилення римо-католицького впливу в Константинополі. Так, у 1644 році Unitis Pantaleon Ligaridis заснував греко-католицьку школу в Перані, першу вищу школу гуманістичного навчання. Однак у 1643 році він надіслав листа до короля Франції Людовіка XIV, у якому чітко заявив, що доктринальні розбіжності між православними та католиками перешкоджають союзу церков.
У 1644 році він був усунутий від патріаршого престолу, а наступного року був засланий на Кіпр. У 1646 році він повернувся на Хіос, де того ж року був убитий (за допомогою отрути).

## Реферали
1. ↑  Νικηφόρος (1639-1644). Πατριαρχείο Αλεξανδρείας. Процитовано 7 Νοεμβρίου 2017.
2. ↑  Nicolae Iorga, Istoria bisericii românești și a vieții religioase a românilor, 1908, σελ. 314.
3. ↑  Nicolae Iorga, Istoria bisericii românești și a vieții religioase a românilor, 1908, σελ. 307—308.
4. 1 2  Αριστείδης Πανώτης (2008). Το Συνοδικόν της εν Ελλάδι Εκκλησίας. Т. A. Εκδόσεις Σταμούλη. ISBN 978-960-8116-17-7.
5. ↑  Councils of Constantinople and Jassy. cristoraul.com. Архів оригіналу за 10 березня 2014. Процитовано 7 Νοεμβρίου 2017. (англ.)
6. ↑  John Anthony McGuckin (15 Δεκεμβρίου 2010). The Encyclopedia of Eastern Orthodox Christianity, 2 τόμοι. John Wiley & Sons. с. 325–. ISBN 978-1-4443-9254-8.
7. ↑  History of the Holy Eastern Church. Book VI. Section XIII. Councils of Constantinople and Jassy. archive.ph. 10 Μαρτίου 2014. Архів оригіналу за 10 березня 2014. Процитовано 28 Ιανουαρίου 2020.
8. ↑  Alexandru Duțu, Intelectuali din Balcani în România, Editura Academiei Republicii Socialiste România, București, 1984, σελ. 28.
9. ↑  Μανούσακας, Μ. (1993). Γράμμα του πατριάρχη Παρθενίου Α΄ στο βασιλιά της Γαλλίας Λουδοβίκο ΙΔ΄. Επίλυση χρονολογικών και άλλων προβλημάτων. The Gleaner, 19, 27-35.